# Adaloald
Adaloald (również Adalwald, Adulubaldus, ur. 602 w Modicia, zm. 626 w Rawennie) – król Longobardów od 616 do 626.

## Życiorys
Był synem Agilulfa i Teodolindy. W latach 604–616 współrządził z ojcem. W wielkanoc 7 kwietnia 603 został ochrzczony przez Sekundusa z Turynu w kościele św. Jana w Modicii (obecnie Monza) jako katolik, choć jego ojciec był arianinem. W lipcu 604 został ogłoszony królem w obecności ojca na stadionie w Mediolanie. Wtedy też zaręczono go z córką króla Franków Teudeberta II.
Po śmierci ojca, w początkowym okresie, ze względu na jego młody wiek, rządy jako regentka sprawowała jego matka. Król Wizygotów Sisebut (612–621) wysłał do Adaloalda list, w którym zachęcał króla Longobardów do zdecydowanej walki z arianizmem.
W 626 zbuntował się przeciw niemu i jego polityce pojednania z papiestwem i Bizancjum książę Turynu Arioald (Ariwald). Sam Adaloald został wkrótce prawdopodobnie otruty.